# Cantó d'Henrichemont
El cantó d'Henrichemont és un cantó francès del departament del Cher, situat al districte de Bourges. Té 7 municipis i el cap és Henrichemont.

## Municipis
- Achères
- La Chapelotte
- Henrichemont
- Humbligny
- Montigny
- Neuilly-en-Sancerre
- Neuvy-Deux-Clochers

## Història
| Data d'elecció                           | Identitat              | Partit                    | Qualitat |
| ---------------------------------------- | ---------------------- | ------------------------- | -------- |
| 1945-1949                                | M. Fouchard            | SFIO                      |          |
| 1949-1967                                | M. Baillon             | Divers droite             |          |
| 1967-197.                                | Eugène-Octave Fouchard | Divers gauche, després PS |          |
| 197.-1979                                | M. Pascaud             | PS                        |          |
| 1979-2004                                | Joseph Guéguen         | UDF                       |          |
| 2004-                                    | Jean-Claude Morin      | UMP                       |          |
| les dades anteriors no són pas conegudes |                        |                           |          |
|                                          |                        |                           |          |

## Demografia
| A partir de 1990: Població sense dobles comptes |